# 新哈特福德 (明尼蘇達州)
新哈特福德（英語：New Hartford）是位於美國明尼蘇達州威諾納縣新哈特福德鎮區的一個非建制地區。

## 地理
新哈特福德所處的海拔為高於海平面263米（即863英呎），而該地所採用的時區為UTC-6，即北美中部時區（CST）。同時該地設有夏令時間，為UTC-6調快一小時，即UTC-5（CDT）。